# Stellilabium
Stellilabium es un género con ocho especies de orquídeas epifitas. Es originario de América del Sur.

## Características
Se caracterizan por un corto tallo con amplias raíces y hojas que se pliegan longitudinalmente. La inflorescencia lateral en racimo o una panícula con pocas o muchas flores en miniatura de unos mm. A 1 cm. Las distintas columnas tienen un alargado pico en forma de estrella con cuatro polinias.
Stellilabium jostii practica la polinización por engaño, imitando los órganos genitales de una  mosca hembra.  Los pelos están perfectamente diseñados para detener el flujo de aire de las alas de la mosca, con el fin de depositar un máximo de polen sobre la marcha.

## Distribución y hábitat
Es nativa de Costa Rica a Venezuela y parte occidental de América del Sur como epifitas en ramas de guayaba y en árboles muy húmedos en hábitats tropicales de los bosques de altura entre 1400-2500 m s. n. m.

## Evolución, filogenia y taxonomía
Este género fue segregado en el pasado del género Telipogon por razones morfológicas (flores más pequeñas que en Telipogon). Pero, de acuerdo con N.H.Williams de la Universidad de Florida, este género debe ser nuevamente unido al género Telipogon. Se llegó a esta conclusión por razones genéticas (Botany 2005 conference, Austin, Texas)

## Etimología
El nombre se deriva del latín de las palabras stella = (estrella) y labium (labio), refiriéndose al labio similar a una estrella.

## Especies
| - Stellilabium aciculare Dressler (1999) (Costa Rica toi Panama) - Stellilabium alticola Dodson & R.Escobar (1998) (Venezuela to Perú) - Stellilabium anacristinae Pupulin (2003) (Costa Rica) - Stellilabium andinum (L.O.Williams) Garay & Dunst. (1979) (Venezuela to Ecuador) - Stellilabium astroglossum (Rchb.f.) Schltr. (1914) (Ecuador, Perú) - Stellilabium atropurpureum P.Ortiz (2004) (Colombia) - Stellilabium barbozae J.T.Atwood & Dressler (1995) (Costa Rica) - Stellilabium bennettii (Dodson & R.Escobar) Christenson (2001) (Perú) - Stellilabium bergoldii (Garay & Dunst.) Carnevali & G.A.Romero in G.A.Romero & G.Carnevali (2000) (Venezuela) - Stellilabium boliviense R.Vásquez & Dodson (1982) (Bolivia) - Stellilabium bullpenense J.T.Atwood (1989) : Bullpen Orchid (Costa Rica) - Stellilabium butcheri Dressler (1999). (Panama) - Stellilabium campbelliorum J.T.Atwood (1989) (Costa Rica) - Stellilabium erratum Dressler (2001) (Costa Rica) - Stellilabium fortunae Dressler (1999) (Panama) - Stellilabium hirtzii Dodson (1984) (Ecuador) - Stellilabium ibischii R.Vásquez (1998) (Bolivia) - Stellilabium jostii Dodson (2004) (Ecuador) - Stellilabium monteverdense J.T.Atwood (1989) (Costa Rica) - Stellilabium morii Dressler (1999) (Panama) - Stellilabium pampatamboense Dodson & R.Vásquez (1989) (Bolivia) - Stellilabium perlobatum Senghas (1994) (Bolivia) - Stellilabium peruvianum D.E.Benn. & Christenson (1998) (Perú) - Stellilabium pogonostalix (Rchb.f.) Garay & Dunst. (1961) (Ecuador) - Stellilabium pseudobulbosum D.E.Benn. & Christenson (1998) (Perú) - Stellilabium smaragdinum Pupulin & M.A.Blanco (2002) (Costa Rica) - Stellilabium tsipiriense Pupulin (2003) (Costa Rica) - Stellilabium vulcanicum Dodson & Hirtz (2004) (Ecuador) |